# 廖容标
廖容标（1912年10月3日—1979年5月2日），中国人民解放军中将，1955年获二级八一勋章、一级独立自由勋章、一级解放勋章。